# 韋斯塔蒂夫卡
49°40′1″N 38°11′32″E / 49.66694°N 38.19222°E
韋斯塔蒂夫卡（烏克蘭語：Вестатівка）是位於烏克蘭東部的村莊，由盧甘斯克州斯瓦托韋區的下杜萬卡市鎮負責管轄。該村始建於1953年，面積0.15平方公里，海拔高度105米，2001年人口48，人口密度每平方公里331人。